# Thiemo de Bakker
Thiemo de Bakker (Haia, 19 de Setembro de 1988) é um tenista profissional holandês.
Em 2006 ganhou Wimbledon juvenil, e na mesma temporada fechou como número um da ITF juvenil.
Em 2010 mostrou grande evolução, entrando no top 50 mundial pela primeira vez. No ATP 500 de Barcelona, chegou à semifinal derrotando o nº 16 do mundo Juan Carlos Ferrero e o nº 10 do mundo Jo-Wilfried Tsonga. Chegou também à 3ª rodada de Roland Garros, Wimbledon e do US Open.
De Bakker atualmente faz parte da Equipe Neerlandesa de Copa Davis.